# Битва за Тараву
Битва за Тараву (англ. Battle of Tarawa) — сражение между войсками США и Японии на тихоокеанском театре военных действий Второй мировой войны, происходившее с 20 по 23 ноября 1943 года. Является второй по счёту американской наступательной операцией на Тихом океане (первой была битва за Гуадалканал) и первой наступательной операцией в критически важной для воюющих сторон центральной части тихоокеанского региона. В ходе сражения американские войска овладели атоллом Тарава и разгромили находящийся на нём японский гарнизон.
В этой битве впервые за всю войну США встретили серьёзное сопротивление высадке своего десанта со стороны японских войск. В ходе предыдущих высадок американские войска встречали ограниченное первоначальное сопротивление или вообще не встречали никакого. Но на Тараве 4 500 обороняющихся были хорошо снабжены и подготовлены, они сражались почти что до последнего бойца, что привело к тяжёлым потерям в рядах американских морских пехотинцев.

## Предыстория

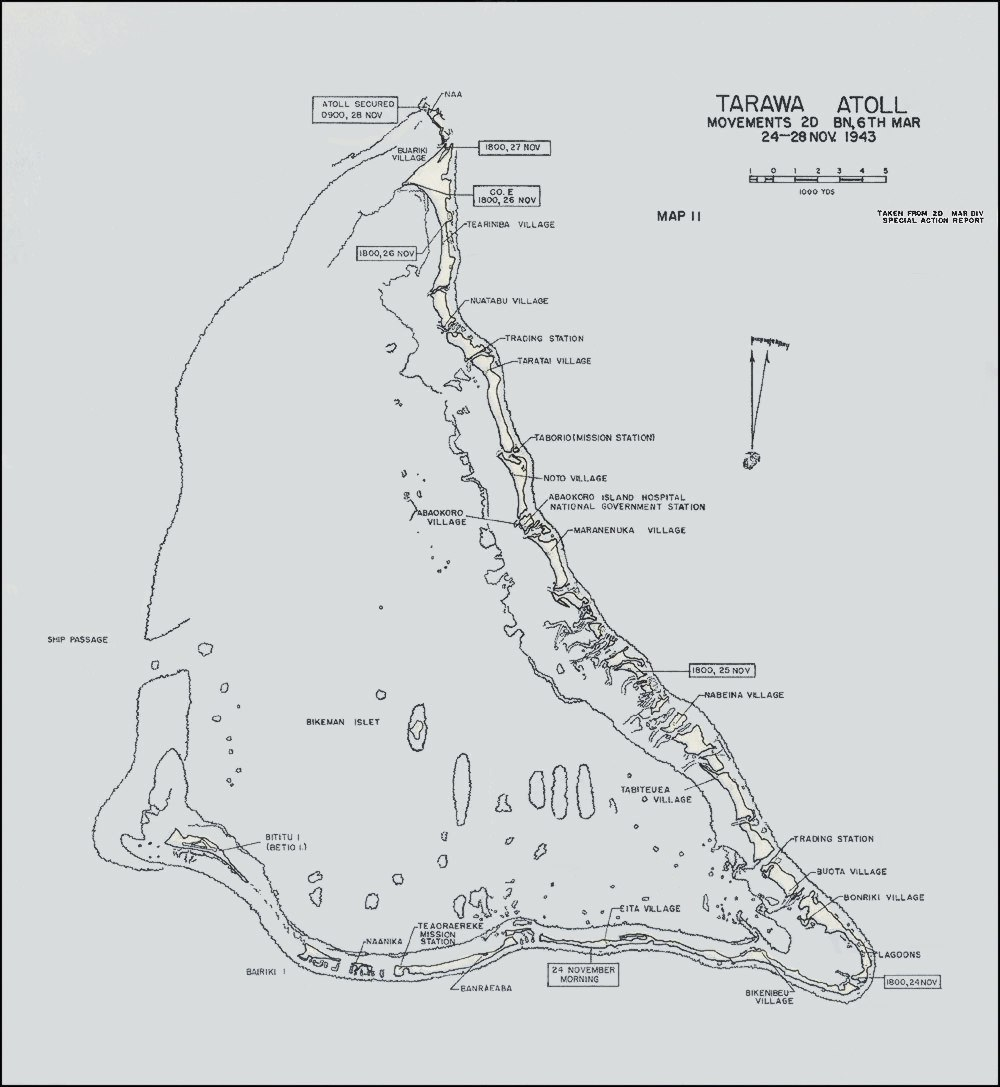
Карта атолла Тарава.

Для того, чтобы создать передовые авиабазы, которые позволили бы обеспечить операции союзников через центральную часть Тихого океана против японских частей на Филиппинах и в самой Японии, вооруженным силам США требовалось захватить Марианские острова. Эти острова были хорошо защищены, поэтому согласно военно-морской доктрине того времени, для успешной высадки на них была нужна поддержка бомбардировщиков наземного базирования, которые могли бы значительно ослабить оборону противника и защитить силы вторжения.
Ближайшими островами, с которых могла бы оказываться такая поддержка, были Маршалловы острова, расположенные к северо-востоку от Гуадалканала. Занятие Маршалловых островов дало бы необходимую базу, с которой можно было бы осуществить нападение на Марианские острова, однако прямой связи первых с Гавайями мешал японский гарнизон и база ВВС на небольшом острове Бетио на западной стороне атолла Тарава, что на островах Гилберта. Таким образом, чтобы начать вторжение на Марианские острова, надо было начинать значительно восточнее их, на Тараве.

Японцы хорошо понимали стратегическое положение островов Гилберта, поэтому они затратили значительные усилия и время на возведение защитных укреплений на острове. 7-е подразделение «Сасебо», находившееся под командованием коммандера Такео Сугаи и состоящее из 2619 человек, считавшееся элитной частью японской морской пехоты защищало остров. Подразделение включало в себя также 14 лёгких танков «Ха-Го». Для того, чтобы усилить укрепления, на остров были доставлены 1247 человек из 111-го сапёрного подразделения и 970 человек из строительного батальона 4-го флота. Более 1200 человек из состава обоих строительных подразделений были корейцами, взятыми на принудительные работы. 

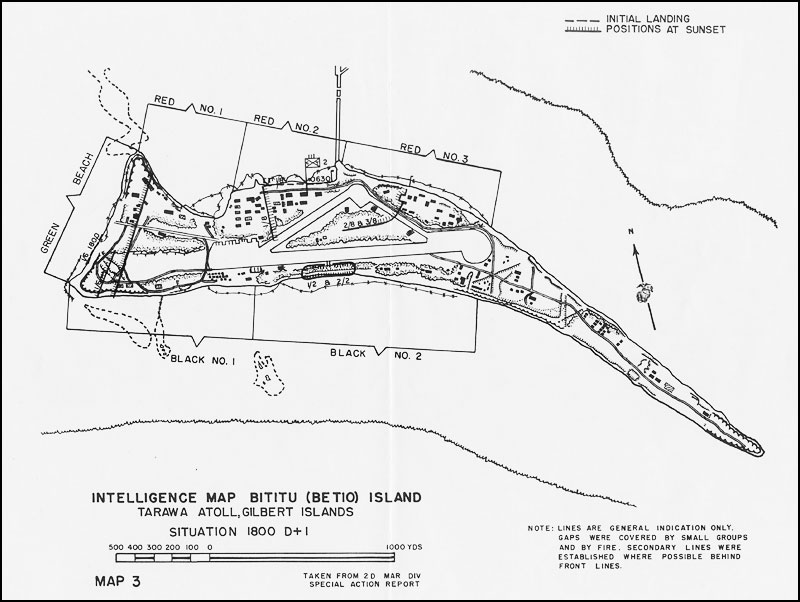
Карта острова Бетио.

 14 орудий для прибрежной обороны (среди которых были и четыре 8-дюймовые пушки «Виккерс», купленные у Великобритании в ходе Русско-японской войны), были рассредоточены по всему острову и установлены в бетонных ДОТах. Кроме того, в разных частях острова было построено 500 деревянных ДОТов и 40 артиллерийских позиций. На самой высокой точке острова был построен аэродром. Траншеи соединяли все стороны острова, позволяя обороняющимся переходить под укрытием туда, куда необходимо. Контр-адмирал Кэйдзи Сибадзаки, командовавший гарнизоном, сказал, что для захвата Таравы «понадобится миллион человек и сто лет».
Бетио напоминает по форме длинный, тонкий треугольник, вытянутый в восточной части. Японская база находилась на западе острова. Лагуна атолла омывает остров с севера и востока, поэтому глубина воды у всего северного побережья относительно небольшая. Южная часть острова омывается океаном, поэтому вода у южного побережья глубокая. Из-за этого предполагаемая атака ожидалась японцами именно со стороны лагуны; глубокие прибрежные океанские воды южного побережья явились бы серьёзным препятствием при высадке. Для того, чтобы предотвратить возможную высадку со стороны лагуны, был возведён большой защитный вал. Находящиеся за ним пулемётные гнёзда и ДОТы могли открыть огонь по каждому, кто попытался бы перелезть через него. В западной части острова был построен длинный пирс, указывающий на север. Этот пирс позволял грузовым судам разгружаться, заходя из гавани и пребывая в обороняемых водах лагуны.

## Битва

### 20 ноября

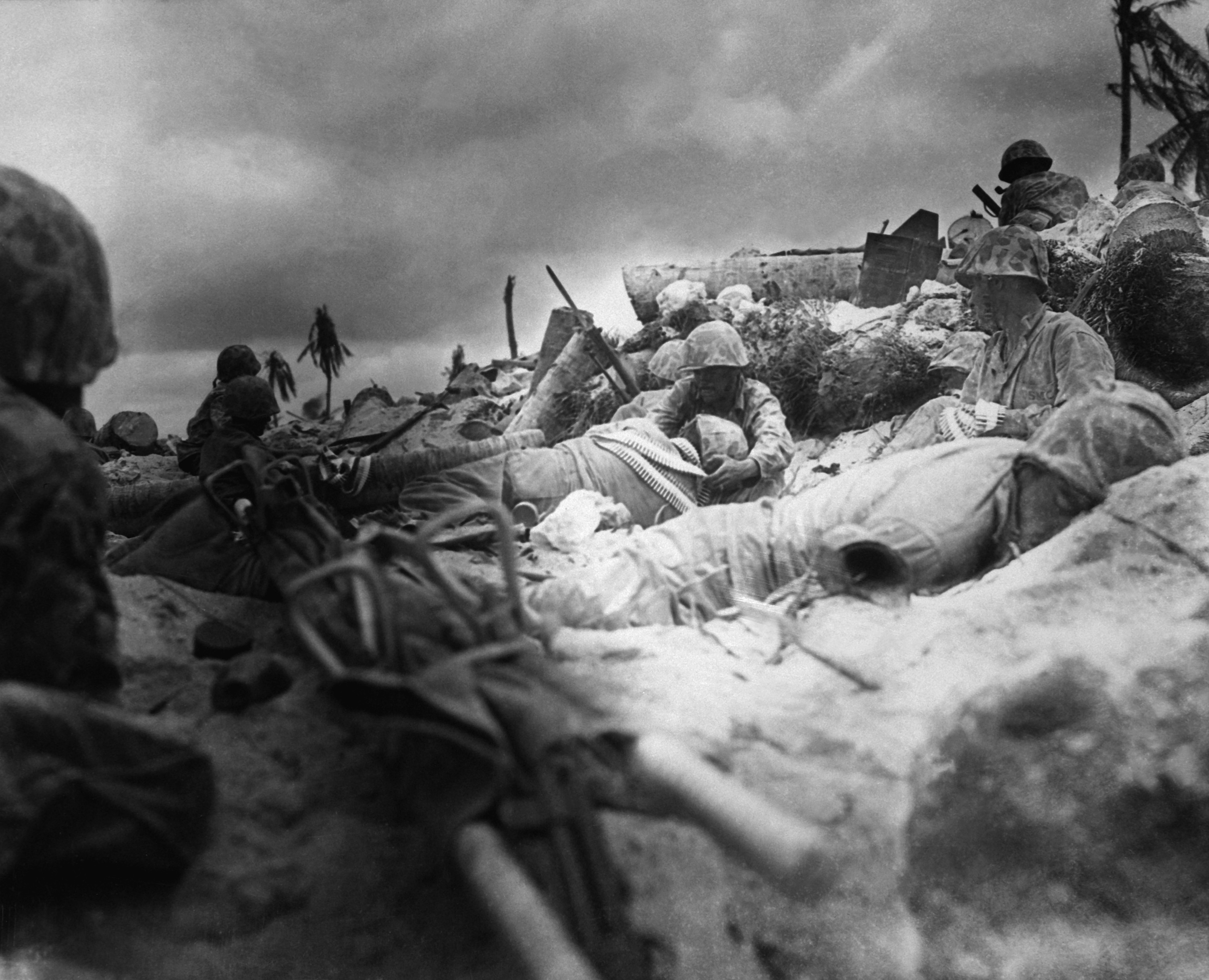
Морские пехотинцы ищут укрытие за японским оборонительным валом. Участок «Ред 3»

Американский отряд вторжения на тот момент был самым большим из всех отрядов на Тихоокеанском ТВД, собираемых для проведения единичной операции. Морские силы отряда состояли из 17 авианосцев (6 тяжёлых, 5 лёгких, 6 конвойных), 12 линкоров, 8 тяжёлых и 4 лёгких крейсеров, 66 эсминцев и 36 транспортных судов. На судах перевозилась 2-я дивизия морской пехоты и часть армейской 27-й пехотной дивизии, всего — около 35 000 солдат и морских пехотинцев.
Флот открыл огонь 20 ноября 1943 года. Бомбардировка продолжалась более полутора часов с небольшими остановками, предназначенными для того, чтобы штурмовики, взлетающие с авианосцев, имели возможность нанести удар по отдельным позициям. Именно тогда было выведено из строя большинство японских крупнокалиберных орудий. Большая часть острова составляла всего лишь несколько сот метров в ширину, и бомбардировка превратила его в руины. На момент начала наземного вторжения предполагалось, что на Бетио не осталось никого, кто мог бы обороняться.
План атаки состоял из трёх основных участков: от «Ред 1», «Ред 2» и «Ред 3». Участки находились на северном побережье острова; «Ред 1» был самым западным, а «Ред 3» находился к востоку от пирса. Участки побережья, названные «Грин» и «Блэк», находились на западном и южном побережье острова соответственно, они считались непригодными для первоначальной высадки. Аэродром, простиравшийся приблизительно с запада на восток острова, делил его на северную и южную части.
Морские пехотинцы начали вторжение со стороны лагуны позднее, чем ожидалось — в 9:00. Высадка началась неудачно: десантные суда застряли на прибрежном океанском рифе в 460 м от берега. При планировании операции рассчитывали на прилив — ожидалось, что уровень воды над рифом достигнет 1,5 м, что позволит большим судам с осадкой около 1,2 м подойти близко к берегу. Однако, в первые два дня операции, по словам очевидцев, «океан там просто осел», из-за чего глубина воды над рифом составила всего лишь около 90 см.

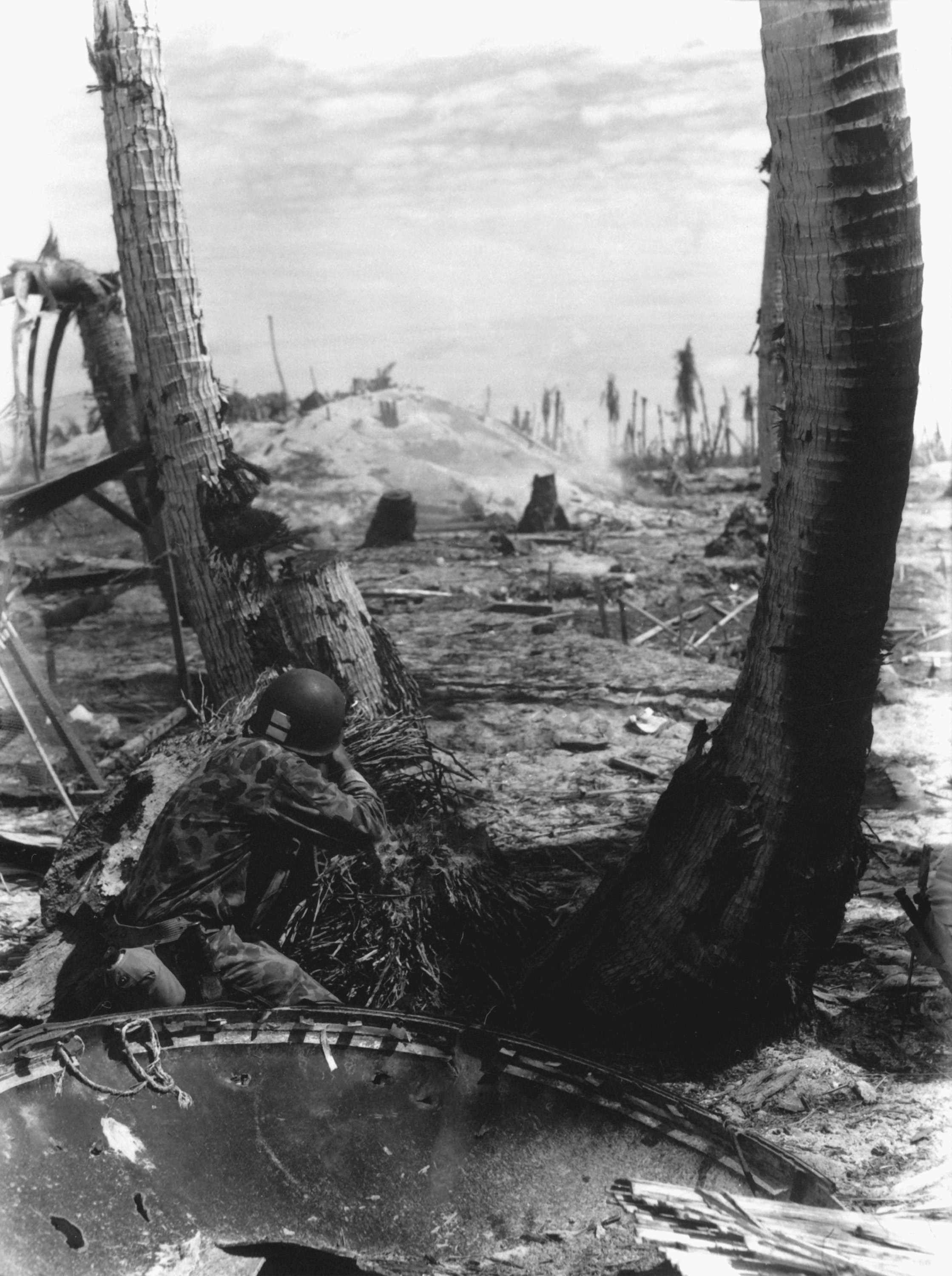
Морпех стреляет по японскому ДОТу.

Когда поддерживающий огонь артиллерии был прекращён для того, чтобы дать морским пехотинцам высадиться, японские солдаты вылезли из своих укрытий и заняли боевые позиции у орудий. Американские суда, застрявшие на рифе, подверглись артиллерийскому и миномётному обстрелу с берега. Пехотинцы, находившиеся на судах, стали выпрыгивать за борт и идти к берегу, всё время находясь под пулемётным обстрелом. Небольшому числу десантных машин-амфибий удалось, хоть и с трудом, преодолеть риф, но многие из них во время этого были уничтожены орудийным огнём. К концу дня половина всех машин-амфибий была выведена из строя. Первой волне десанта удалось доставить на берег небольшое количество людей, и все они были прижаты к прибрежной полосе, рядом с оборонительным валом.
Первые попытки высадить на берег танки потерпели неудачу: перевозившие их десантные суда были подбиты, после чего они или затонули, или повернули назад, на ходу наполняясь водой. Двум танкам удалось высадиться в восточной части побережья, но и они были быстро выведены из строя. Ещё три танка смогли высадиться на западной окраине; с их помощью войскам удалось продвинуться на 270 м вглубь острова, но один из танков провалился в воронку от снаряда, а другой подорвался на магнитной мине. Весь оставшийся день последний танк использовался войсками в качестве передвижной пулемётной точки. Третий взвод смог высадить все свои четыре танка на участок «Ред 3» к полудню, после чего успешно задействовал их большую часть дня, но к концу дня на ходу осталась только одна машина из четырёх.
К полудню морпехам удалось захватить побережье вплоть до первой линии японских укреплений. К 15:30 в некоторых местах войска смогли продвинуться чуть глубже, но в целом полоса фронта осталась неизменной. С прибытием танков полоса продвинулась на участке «Ред 3» и на краю участка «Ред 2» (правый фланг) и с наступлением темноты линия фронта дошла уже до середины острова, не доходя немного до главной взлётной полосы.
К концу дня японцы продолжали яростный обстрел. В ходе одного из боестолкновений японский морской пехотинец вплавь добрался до одной из повреждённых машин-амфибий и открыл стрельбу по тылу американцев из находящегося на ней пулемёта М2. К тому моменту, когда американцы захватили машину, от пулемётного огня пострадали несколько человек.

### 21 ноября

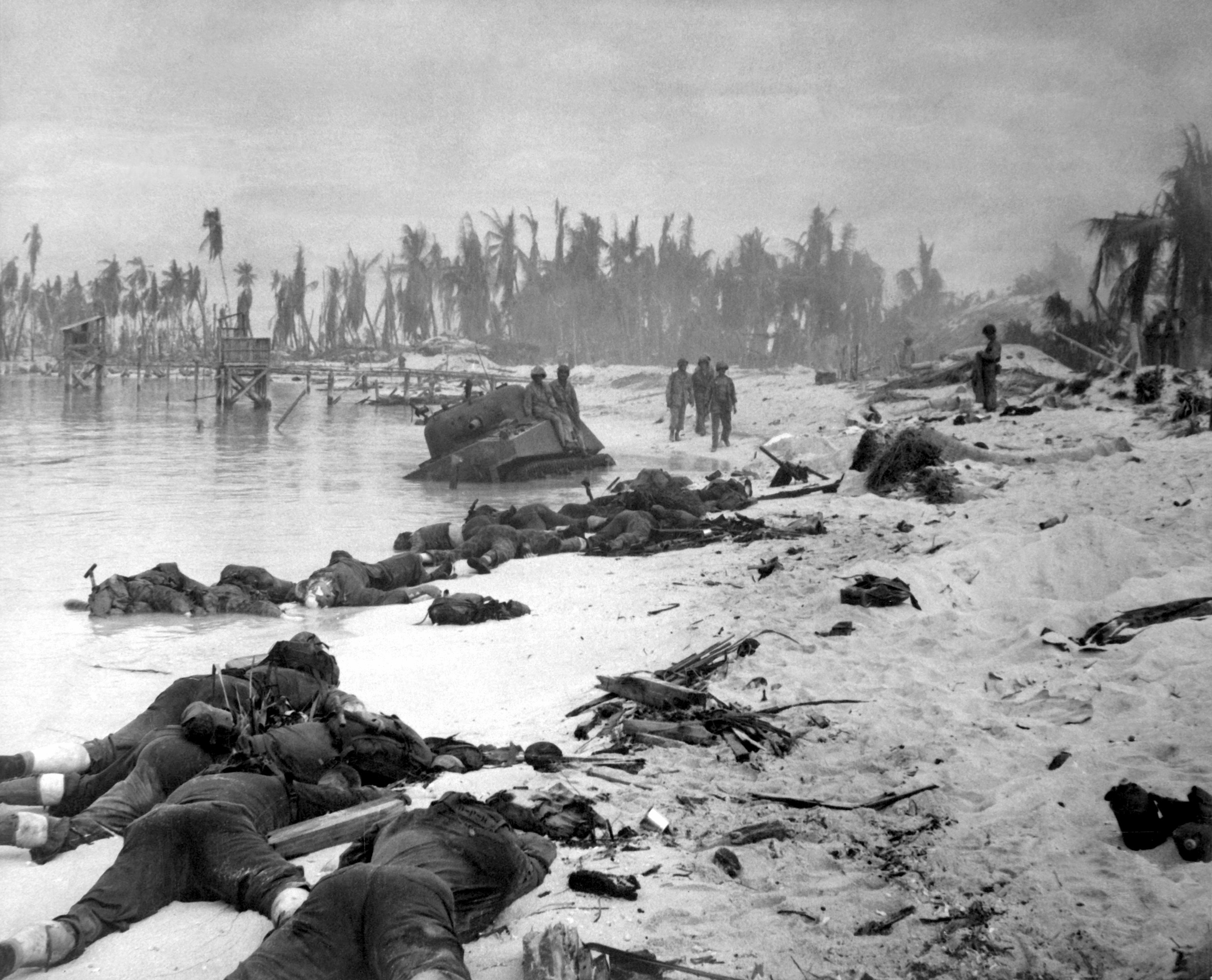
Трупы морских пехотинцев на побережье Бетио.

После того, как в течение первого дня у японцев была отвоёвана значительная полоса земли, второй день был посвящён разделению обороняющихся японских войск на две части путем расширения выступа, образовавшегося возле аэродрома, вплоть до южного побережья. В то же время войска на участке «Ред 1» должны были очистить участок «Грин», то есть всё западное побережье острова.
В конечном счёте, зачистка участка «Грин» оказалась более лёгкой, чем ожидалось. Из-за сильного  сопротивления, оказанного японцами  в предыдущий день, командующий решил уклониться от прямого боя и вместо этого запросить огонь морской артиллерии. Медленно продвигаясь вперёд в течение дня, артиллерийские наблюдатели смогли занять пулемётные гнёзда и оставшиеся укрепления. После того, как прекратился огонь, войска смогли занять позиции примерно за час и с малыми потерями.
Операции на участках «Ред 2» и «Ред 3» были значительно более сложными. За ночь японцы успели поставить несколько новых пулемётных гнёзд между участками максимального продвижения американцев. Пулемётный огонь из этих гнёзд на некоторое время отрезал одну часть американских войск от другой, но к полудню американцы доставили на позиции свои тяжёлые пулемёты, и японские пулемётные гнёзда были уничтожены. Вскоре после полудня американские войска пересекли аэродром и заняли оставленные оборонительные позиции в южной части острова.
К 12:30 было получено сообщение о том, что часть обороняющихся по песчаным косам отходит из восточной части острова к острову Байрики. Части соединений из состава 6-го полка морской пехоты было приказано высадиться на Байрики, чтобы отрезать японцам путь к отступлению. Войска, включая танки и артиллерию, собрались и начали высадку в 16:55. В момент высадки по десантирующимся был открыт пулемётный огонь. Была запрошена поддержка авиации — от лётчиков потребовали найти и подавить вражеские огневые точки. Отряд высадился, не встретив никакого сопротивления. Позже выяснилось, что огонь по американцам вёлся из установленного якобы отступающими японцами ДОТа, оборудованного 12 пулемётами. В ДОТе имелась небольшая цистерна с бензином, из-за нёе сгорел весь гарнизон ДОТа: горючее воспламенилось от удара с воздуха во время американского авианалёта. Тем временем остальные соединения 6-го полка были посланы на северную часть участка «Грин».
К концу дня под американским контролем уже находилось всё западное побережье острова, а также отрезок между участками «Ред 2» и «Ред 3», проходящий за перронами аэродрома. Отдельная группа пехотинцев перешла аэродром и дошла до южной части острова, напротив участка «Блэк 2». Группы не были связаны между собой, между войсками, находящимися на «Ред 1»/«Грин» и «Ред 2», сохранялся интервал примерно в 460 м, и линии сообщения между участками «Ред 2» и «Ред 3» на севере острова и глубже не были непрерывными. Однако, как стало ясно в дальнейшем, именно в это время американцы начали брать верх.
Командующий обороняющимися на атолле войсками, контр-адмирал Кэйдзи Сибадзаки погиб в своём бетонном командном пункте, что ещё больше затруднило командование обороной.

### 22 ноября

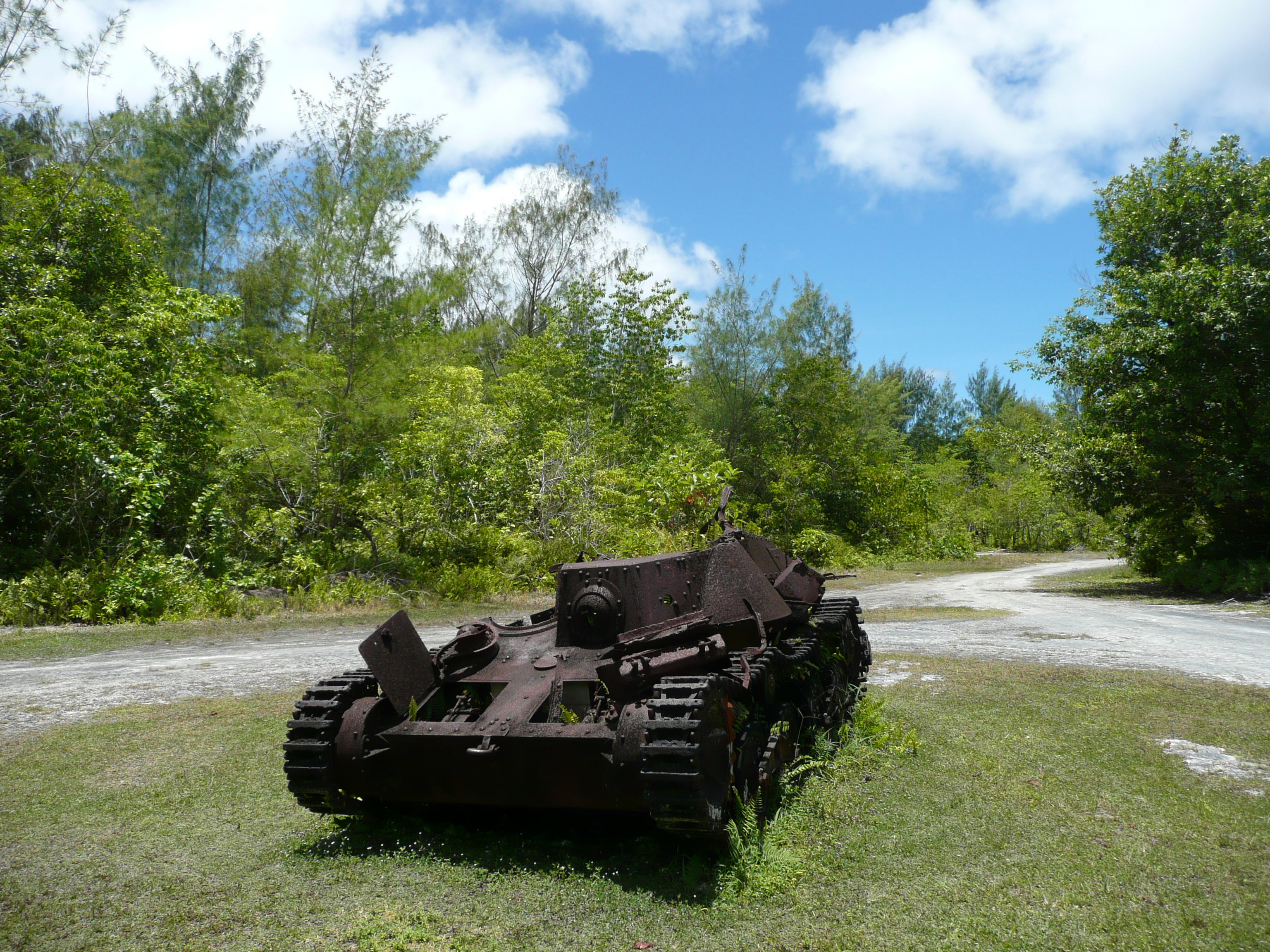
Остов танка «Ха-Го», (Палау), март 2010 г.

Третий день сражения ознаменовался сплочением линий фронта и доставкой на берег дополнительного тяжёлого снаряжения и танков. Утром войска, изначально высадившиеся на участке «Ред 1», продвинулись по направлению к участку «Ред 2», хоть и с некоторыми потерями. В то же время, пока остальные соединения 6-го полка морской пехоты высаживались на берег, соединения, высадившиеся на участке «Грин» к югу от «Ред 1», начали организовываться.
К полудню 1-й батальон 6-го полка уже был готов к наступлению. В 12:30 батальон пошёл в наступление и стал преследовать японские войска через всю южную часть острова. К началу вечера он достиг восточного края аэродрома и сформировал сплошную линию фронта вместе с войсками, высадившимися на «Ред 3» двумя днями ранее.
К вечеру стало ясно, что американцы победили. Оставшиеся японские войска были или зажаты на узком клочке земли на востоке от аэродрома, или блокированы в нескольких «котлах» возле «Ред 1»/«Ред 2», или у восточного края аэродрома.
Осознавая это, японцы пошли в контратаку, которая началась в 19:30. Небольшие отряды попытались просочиться через линии американцев, чтобы потом организовать полномасштабную атаку, но были разбиты сосредоточенным артиллерийским огнём — атака была сорвана. Другая попытка была предпринята в 23:00, и она увенчалась некоторым успехом.

### 23 ноября
В 4:00 японцы атаковали 1-й батальон майора Джонса из состава 6-го полка. Около 300 японских солдат пошли в банзай-атаку на позиции рот «А» и «В». Морские пехотинцы, поддерживаемые огнём эсминцев USS Schroeder и USS Sigsbee, а также 75-мм гаубицами из 1-го батальона 10-го полка смогли отбить атаку, но только после того, как огонь артиллерии был вызван на расстояние приблизительно 75 м от позиций американцев. Когда бой завершился, перед американскими позициями оказалось 200 трупов японских солдат, ещё 125 трупов было найдено позади позиций.
В 7:00 истребители и штурмовики морской авиации начали совершать налёты на японские укрепления в восточной части острова. Через полчаса к обстрелу японских позиций присоединились гаубицы из 1-го батальона 10-го полка — их бомбардировка длилась около 15 минут. В 8:00 в наступление пошёл 3-й батальон 6-го полка, командуемый подполковником Маклаудом. В то же время 1-й батальон Джонса был выведен с линии фронта из-за крупных потерь, понесённых в боях прошлой ночью — тогда в батальон потерял 45 человек, ещё 128 было ранено. Так как остров сужался по направлению с запада на восток, то роты «I» и «L» 3-го батальона, продвигавшиеся на восток, сформировали единый фронт, оставив роту «K» в резерве. Продвижение морпехов шло быстро — им противостояли малочисленные остатки японских войск, уцелевшие после трёх дней боёв. В распоряжении морпехов находились два танка «Шерман» (названные «Колорадо» и «Чайна-Гал»), 5 лёгких танков, а также военные инженеры для прямой поддержки войск.

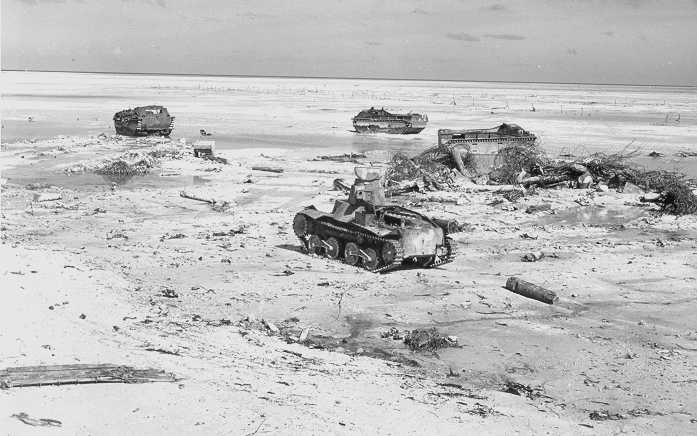
После битвы. Разбитые американские машины-амфибии LVT(A)5 и подбитый японский танк «Ха-Го»

Роты «I» и «L» прошли примерно 320 м, до того как встретили серьёзное вражеское сопротивление. Сопротивление японцев представляло собой сеть бункеров на участке фронта роты «I». Маклауд приказал роте «L» продвигаться вперёд, обходя таким образом японскую оборону. Теперь рота «L» формировала фронт во всю ширину острова (в том месте — 200 м), а рота «I» занялась уничтожением бункеров при поддержке танка «Колорадо» и огнемётной команды, предоставленной инженерами. Когда рота «I» приблизилась, японцы выбежали из укрытий и попытались отступить по узкому коридору. Готовый к такому развитию событий командир танка открыл огонь по цепи отступавших. Поскольку трупы отступавших оказались совершенно обезображены, после боя не удалось точно подсчитать количество погибших от выстрела танка, однако предполагается, что речь идёт о 50—70 солдатах. Пока рота «L» продвигалась на восток острова, 3-й батальон майора Шотеля из состава 2-го полка и 1-й батальон майора Хея, принадлежащий 8-му полку, занимались зачисткой небольших «котлов», образовавшихся между участками «Ред 1» и «Ред 2». Японские солдаты, находившиеся в тех «котлах», являлись серьёзной помехой для американцев со дня первой высадки, и теперь настало время уничтожить эти образования.
1-й батальон 8-го полка продвигался из восточной части острова (участок «Ред 2»), а 3-й батальон 2-го полка шёл с запада (участок «Ред 1»). Майор Хьюитт Адамс привёл пехотный взвод и две гаубицы со стороны лагуны к позициям японцев, что завершило окружение последних. К полудню «котёл» был ликвидирован. На востоке острова 3-й батальон 6-го полка продолжил своё продвижение, обходя очаги сопротивления и оставляя их для танков, военных инженеров и авиации. К 13:00 батальон достиг восточной оконечности Бетио: за всё утро солдаты убили около 475 человек, потеряв всего 9 человек убитыми и 25 ранеными. Точное число погибших в «котле» в районе «Ред 1»/«Ред 2» неизвестно. Предполагалось, что ночью 22 ноября в том районе воевало около 1000 японских солдат, ночью 23 ноября — примерно 500, и только 50—100 человек остались в живых к 13:30 23 ноября, когда остров был официально объявлен безопасным.

## Результаты

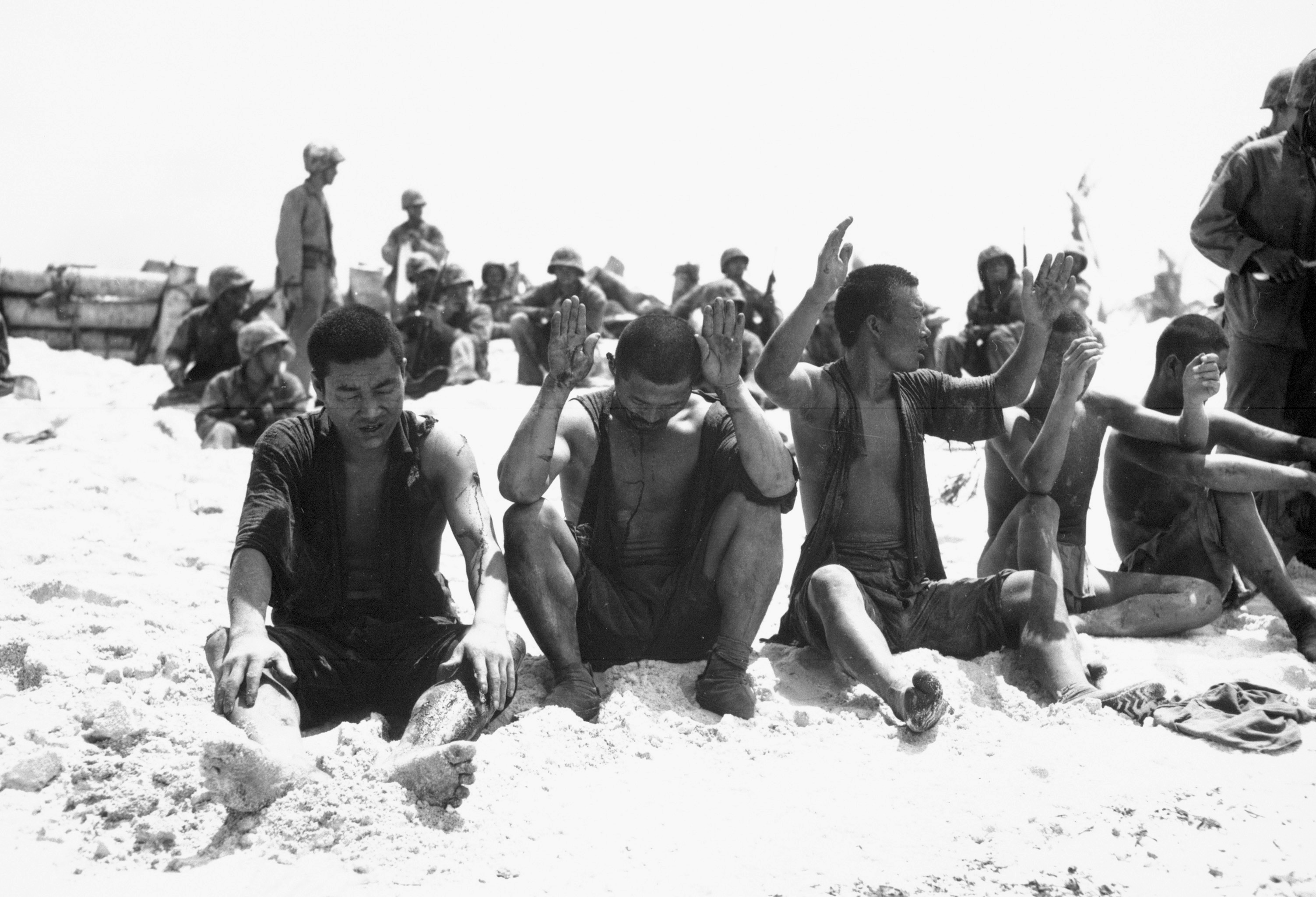
Японские военнопленные.

В течение следующих нескольких дней 2-й батальон 6-го полка прочесал остальные острова атолла. Зачистка была завершена 28 ноября. Подразделения 2-й дивизии морской пехоты вскоре начали покидать атолл, к началу 1944 года последние соединения дивизии покинули Тараву.
С японской стороны в боях за Тараву уцелели лишь один японский офицер, 16 солдат и 129 рабочих-корейцев. Из 4836 японцев и корейцев, находившихся на острове до американского вторжения, погибло 4690 человек. Морская пехота США потеряла в боях 1009 человек убитыми, умершими от ран и пропавшими без вести. 2 188 человек было ранено: среди них 102 офицера и 2086 солдат. Почти все потери американцев пришлись на 76 часов, прошедших с момента начала операции, точнее, «часа „Ч“ + 10 минут» — 9:10 утра 20 ноября, и до провозглашения острова очищенным от врага — 13:30 23 ноября.

## Последствия
Потери американцев были столь велики, что более ста тел солдат не было возвращено на родину. Сержант Норман Хатч, фронтовой кинооператор, снимавший трупы на берегу, получил столь шокирующие кадры, что ему потребовалось специальное разрешение президента Франклина Рузвельта для их публикации. Кадры из киносъёмки Хатча были включены в короткий документальный фильм «С морпехами на Тараве», выпущенный в 1944 году. Этот фильм является на данный момент единственной лентой, содержащей кадры мёртвых американских солдат.
Тяжёлые потери, которые понесли американские войска, вызвали волну протеста и недоумения в США, где народ не мог понять, зачем пришлось платить столь высокую цену за маленький и, казалось бы, ненужный остров, расположенный неизвестно где. После войны генерал Холланд Смит ответил на поставленный самому себе вопрос:

«Стоила ли того Тарава? Мой ответ однозначен: нет. С самого начала решение Объединённого комитета начальников штабов о захвате Таравы было ошибкой, и из их первоначальной ошибки выросла драма из ошибок, ошибок возникших скорее из-за упущений, а не из-за неверных действий, которая привела к ненужным потерям. Стоило дать Тараве „зачахнуть на корню“. Мы могли нейтрализовать её с нашей базы на острове Бейкер, на востоке и с островов Эллис и Феникс, находящихся неподалёку, на юго-востоке».

Потери, понесённые на Тараве, могут быть обусловлены трудностями в координации различных войск при проведении десантных операций — одного из наиболее сложных видов военных действий. К тому времени Тарава являлась самым укреплённым атоллом, который пришлось брать американцам. Выводы, сделанные после её захвата, были применены в битве за Иводзиму.

## Память
- сражению посвящена диорама "Тарава" в построенном в 1959 году здании музея корпуса морской пехоты США в Куантико, штат Вирджиния (официально открытом в сентябре 1960 года)[11]
- USS Tarawa — авианосец, названный в честь битвы.
- Универсальные десантные корабли типа «Тарава»